# Franco Gallo
Franco Gallo (ur. 23 kwietnia 1937 w Rzymie) – włoski prawnik, minister i profesor.

## Życiorys
Ukończył studia prawnicze w Rzymie, po czym zajął się karierą akademicką. Wykładał na uczelniach w Neapolu, Parmie, rzymskim uniwersytecie „Tor Vergata”. Objął profesurę na Uniwersytecie LUISS w Rzymie, gdzie pełnił funkcję dziekana wydziału nauk prawnych. W latach 1993–1994 sprawował urząd ministra finansów w rządzie Carla Azeglia Ciampiego. Specjalizuje się w prawie podatkowym. W 2004 powołany w skład Sądu Konstytucyjnego na dziewięcioletnią kadencję. W ostatnim roku urzędowania od stycznia do września pełnił funkcję prezesa tej instytucji.